# Françoise Claustre
Françoise Claustre, née Françoise Treinen le 8 février 1937 à Paris et morte le 3 septembre 2006 à Montauriol, est une ethnologue et archéologue française, directrice de recherche émérite du CNRS.
Elle est surtout connue pour ses recherches archéologiques au Tchad, au cours desquelles elle a été enlevée dans le Tibesti (nord du Tchad) et maintenue en otage par les rebelles tchadiens durant plus de 1 000 jours.

## Biographie

### Enseignante et chercheuse
Après une année d'études en khâgne, une licence et une période de stage au Centre de formation aux recherches ethnologiques et archéologiques du musée de l'Homme à Paris, Françoise Claustre s'oriente vers l'archéologie. Attirée par les cultures pré-colombiennes, elle consacre son premier mémoire aux céramiques amérindiennes sous la direction de Georgette Soustelle. Elle participe en parallèle à divers chantiers de fouilles sur le site d'El Kiffen (près de Casablanca) en 1961 et 1962 et à Conquettes (près de Saint-Martin-de-Londres) de 1961 à 1967.
Françoise Claustre découvre le Tchad entre 1964 et 1966 dans le cadre de missions du CNRS. Elle y retourne les deux années suivantes en tant que stagiaire puis, enfin, à partir de 1968 et jusqu'en 1974 en tant qu'attachée de recherche. Affectée au Laboratoire d’Ethnologie et d’Archéologie tchadiennes et camerounaises, elle s'attache à étudier l'origine de la culture Sao.
En mars 1968, elle soutient une thèse, dirigée par André Leroi-Gourhan, à la Sorbonne, sur Les poteries campaniformes en France, qui « fera longtemps référence ».
Enseignante à l'École des hautes études en sciences sociales à Toulouse et à l'université de Perpignan, elle codirige des recherches sur les mégalithes de l'Alentejo avec l'université de Lisbonne et participe à plusieurs chantiers de fouille en Roussillon (grotte de Montou à Corbère-les-Cabanes, grotte de Bélesta à Bélesta, nécropole de Vilanova à Céret). Elle entreprend avec Jean Vaquer un programme de repérage de sites archéologiques par photographies aériennes dans le Midi.

### Affaire Claustre
Françoise Claustre, le coopérant français Marc Combe et Christophe Staewen (de), un Allemand, fils de la résistante Gertrud Staewen, sont enlevés le 21 avril 1974 dans le Tibesti (Tchad) par les rebelles des tribus nomades toubous (Gourans), menés par Hissène Habré et Goukouni Oueddei, chef des Forces armées du Nord (FAN), après un raid sur le poste militaire de Bardaï. Elfriede Staewen, la femme de Christophe, et deux soldats tchadiens sont tués dans la fusillade.
Les rebelles, qui maîtrisent le nord du Tchad mais ne parviennent pas à s'emparer de la capitale N'Djamena, réclament à l'Allemagne et à la France une rançon et l'accès aux médias. Leur allié, la Libye du colonel Kadhafi, s'éloigne alors des rebelles en se rapprochant du régime dictatorial de François Tombalbaye. Les rebelles manquent donc d'armes et de soutien international. La prise d'otages les ramène au premier plan. Bonn cède rapidement et Christophe Staewen est libéré le 11 juin contre rançon.
Mais la France, en pleine campagne présidentielle (le président du Sénat Alain Poher assure alors l'intérim), attend l'élection de Valéry Giscard d'Estaing pour agir véritablement. Celui-ci entame un dialogue discret avec le président tchadien François Tombalbaye. Avec le feu vert de ce dernier, Giscard envoie le commandant Galopin libérer les otages. Celui-ci, longtemps coopérant à la tête de la Garde nationale tchadienne puis au sein des services de renseignement de l'ancienne colonie française, est tenu pour responsable par les rebelles de la répression et d'un raid mortel sur des proches de Goukouni Oueddei. Il est finalement fait prisonnier le 4 août,. Désormais, les rebelles demandent en plus des armes.
Le 2 avril 1975, la France accepte de verser une rançon mais Hissène Habré exige des armes. Devant le refus de Paris, le commandant Galopin est exécuté le 4 avril après avoir été condamné par un « tribunal révolutionnaire ».
Marc Combe parvient pour sa part à s'évader le 23 mai 1975.
Pierre Claustre, mari de Françoise et directeur de la Mission de réforme administrative au Tchad, tente alors de négocier directement avec les rebelles, mais est enlevé à son tour le 2 septembre 1975. Les rebelles demandent désormais une rançon de 10 millions de francs ; Hissène Habré menace d'« exécuter » les époux Claustre s'il ne reçoit pas l'argent avant le 23 septembre.
Les reporters et photographes Raymond Depardon et Marie-Laure de Decker, partis accompagner Pierre Claustre avant son enlèvement, filment les rebelles et leurs chefs, dont Hissène Habré (qui aurait connu Françoise Claustre pendant ses études), avant d’être autorisés à interviewer Françoise Claustre. La diffusion de cet entretien émeut l'opinion publique. Le 25 septembre, la France verse une rançon de 4 millions de francs et promet du matériel non militaire. Mais les rivaux Hissène Habré et Goukouni Oueddei se disputent alors, entraînant une prolongation de la détention des otages.
Le 3 septembre 1976, Pierre et Françoise Claustre tentent de fuir à pied.
Le Premier ministre Jacques Chirac est alors envoyé en Libye pour négocier avec le colonel Kadhafi, qui soutient désormais Goukouni Oueddei contre Hissène Habré. Les époux Claustre sont libérés neuf mois plus tard à Tripoli, le 31 janvier 1977, au terme, pour Françoise, d'une séquestration de 33 mois. Le général Bernard Capillon est envoyé spécial du président de la République en Libye pour accueillir leur libération.
L'histoire de Françoise Claustre inspirera le film La Captive du désert de Raymond Depardon avec Sandrine Bonnaire, après, dans un registre plus divertissant qu'Yves Boisset aurait voulu réaliser sans cet aspect, Le Professionnel de Georges Lautner avec Jean-Paul Belmondo[pas clair].

### Après la libération
Françoise Claustre retourne alors à son métier d'ethnologue et d'archéologue dans le sud de la France, travaillant notamment au centre d'anthropologie de Toulouse et au musée d'archéologie de Céret (depuis renommé « maison du patrimoine Françoise-Claustre »). Quelques années plus tard, elle déclare à Paris Match : « Mon seul souci était de retourner dans l'anonymat […] pour retrouver mon équilibre […] Je n'ai aucune envie de m'exprimer, de me raconter. Je n'en éprouve aucun besoin. Au contraire, je ne tiens pas du tout à ce qu'on me rappelle cette période… difficile ».
Elle meurt le 3 septembre 2006 à Montauriol d'un cancer, et est inhumée à Boussenac (Ariège).

## Publications

### Ouvrages
- Françoise Treinen, Les poteries campaniformes en France : thèse, Paris, 332 p. (lire en ligne)
- Françoise Claustre, Le gisement Sao de Mdaga, Société d'Ethnographie, coll. « Afrique ancienne », Paris, 1980
- Françoise Claustre, Sahara et Sahel à l'âge du fer : Borkou, Tchad, Paris, Société des africanistes, coll. « Mémoires de la Société des africanistes », 1982, 213 p. (ISSN 0248-2576, BNF 34713553)
- Françoise Claustre, La cauna de Bélesta : une tombe collective il y a 6000 ans, Toulouse, Centre d'anthropologie des sociétés rurales, 1993 (ISBN 2-9507654 (édité erroné), BNF 36678087)
- Françoise Clautre et Gilles Peyre, La nécropole de Vilanova à Céret (Pyrénées-Orientales), Céret, Maison du Patrimoine Françoise-Claustre, 2013, 144 p. (ISBN 978-2-9545166-0-8)

### Articles
- Françoise Treinen, « Harpons en os dans un gisement Sao de la région de Fort-Lamy, République du Tchad », Bulletin de la Société préhistorique française, vol. 62, no 8,‎ 1965, p. 267-268
- G. Vernon et F. Treinen, « Un campaniforme inédit dans le Maine », Bulletin de la Société préhistorique française, vol. 65, nos 2/3,‎ 1969, p. 515-523
- Françoise Claustre, Jérôme Kotarba et Denis Loirat, « L'abri de la Porte de Fer, Céret (Pyrénées-Orientales) », Études Roussillonnaises, vol. XIII,‎ 1994/1995, p. 33-37